# Бондарчук Віктор Олексійович
Бондарчук Віктор Олексійович (нар. 1980 року) — український науковець, проректор з навчальної роботи Національній музичній академії імені П. І. Чайковського, музикознавець, громадський діяч, доцент (2016), доктор мистецтвознавства (2019), член-кореспондент НАМ України (2024).

## Життєпис
Віктор Олексійович Бондарчук народився 1980 року. У 2006 році з відзнакою закінчив Національну музичну академію України імені П. І. Чайковського і отримав повну вищу освіту за спеціальністю «Музичне мистецтво» та здобув кваліфікацію: викладач, диригент оркестру народних інструментів, викладач диригування за фахом, концертний виконавець.

## Професійна діяльність
- 2009 — аспірант у Національній музичній академії України імені П. І. Чайковського (НМАУ) кафедри «Теорія та історія культури»
- 2012 — захист дисертації на здобуття наукового ступеня кандидата мистецтвознавства «Музичне життя Черкащини ХІХ — початку ХХ століття у контексті становлення професіоналізму в музичній культурі України»
- 2012 — завідуючий оперною трупою НМАУ ім. П. І. Чайковського
- 2015 — призначений на посаду доцента кафедри баяна і акордеона НМАУ ім. П. І. Чайковського
- 2016 — декан вокального та диригентського факультетів НМАУ ім. П. І. Чайковського
- 2017—2018 — відповідальний секретар приймальної комісії НМАУ ім. П. І. Чайковського
- 2018 — виконуючий обов'язки проректора з навчальної роботи НМАУ ім. П. І. Чайковського
- 2019 — виконуючий обов'язки професора кафедри баяна і акордеона НМАУ ім. П. І. Чайковського
- 2019 — захист дисертації на здобуття наукового ступеня доктора мистецтвознавства за темою «Феномен творчості Дмитра Гнатюка в музично-театральній культурі України другої половини ХХ–початку ХХІ століття» спеціальності 26.00.01 — теорія та історія культури
- 2019-до сьогодні — проректор з навчальної роботи НМАУ ім. П. І. Чайковського. Член Національної всеукраїнської музичної спілки.

## Звання та нагороди
- 2019 — нагороджений відзнакою Міністерства культури України «За досягнення в розвитку культури і мистецтв» (№ 359, 2019 року).

- 2019 — нагороджений Подякою Міністерства освіти і науки України «За сумлінну працю, вагомий особистий внесок у підготовку висококваліфікованих спеціалістів та плідну педагогічну діяльність»

- 2020 — нагороджений орденом НМАУ імені П. І. Чайковського «За видатні досягнення у музичному мистецтві»

- 2023 — нагороджений орденом «Національна музична академія України імені П. І. Чайковського»

- 2023 — нагороджений нагрудним знаком «За сприяння оборони Києва»

- нагороджений «Подякою» командування та особового складу Добровольчого формування (Т-2) територіальної громади № 5 м. Києва сил територіальної оборони Збройних сил України разом з Правлінням благодійного фонду «ДФТГ Т2».

- 2024 — нагороджений медаллю «Честь. Слава. Держава» за мужність, патріотизм, високу громадянську позицію (розпорядження київського міського голови від 03.04.2024 року № 304).

- 2024 — нагороджений Почесною грамотою Кабінету Міністрів України "За вагомий особистий внесок у забезпечення розвитку української культури, багаторічну сумлінну працю та високий професіоналізм, активну волонтерську діяльність, проявлену в умовах воєнного стану (№ 32908 від 12 липня 2024 року).

## Наукова, педагогічна та навчально-методична робота
Віктор Олексійович підготував більше 70 наукових статей, учасник численних науково-практичних конференцій, розробник освітньо-професійних, освітньо-наукових та освітньо-творчих програм, програм навчальних дисциплін. Керівник групи з ліцензування та акредитації освітньо-професійних, освітньо-наукових та освітньо-творчих програм. Відповідальний за проведення процедури ліцензування з підготовки іноземців та осіб без громадянства у НМАУ імені П. І. Чайковського. Координатор кафедри ЮНЕСКО НМАУ імені П. І. Чайковського «Музика, освіта, наука — заради миру».
Здійснює наукове керівництво здобувачів вищої освіти другого (магістерського) рівня та третього освітньо-наукового ступеня «Доктора філософії» та освітньо-творчого ступеня «Доктор мистецтва».
- Член Національної всеукраїнської музичної спілки.
- Член-кореспондент Національної академії мистецтв України по відділенню музичного мистецтва.
- Представник від НМАУ імені П. І. Чайковського Всеукраїнської мережі з визнання іноземних кваліфікацій ДП «Інформаційно-іміджевий центр».
- Рецензент стратегії розвитку державного підприємства «Український державний центр міжнародної освіти» на 2021—2025 роки.
- Член спеціалізованої вченої ради по захисту дисертацій на здобуття наукового ступеня доктора (кандидата) культурології та мистецтвознавства за спеціальністю 26.00.01 «Теорія та історія культури» (наказ МОН України № 1188 від 24.09.2020 року).
- Член спеціалізованої вченої ради Д 26.005.02 по захисту дисертацій на здобуття наукового ступеня доктора наук за спеціальністю 17.00.03 «Музичне мистецтво» (Наказ Міністерства освіти і науки України від 25 жовтня 2023 року № 1309 «Про затвердження рішень атестаційної колегії Міністерства освіти і науки України від 25.10.2023»).
- Член редакційної колегії Наукового журналу «Часопис Національної музичної академії України імені П. І. Чайковського».